# Massimo Graziato
Massimo Graziato, né le 25 septembre 1988 à Este, dans la province de Padoue, en Vénétie, est un coureur cycliste italien.

## Palmarès
- 2006
  - Prologue du Tre Ciclistica Bresciana
  - 3e du Trofeo Buffoni
  - 3e du Tour d'Istrie
- 2007
  - 3e du Trofeo Festa Patronale
- 2008
  - Circuito Silvanese
  - 100 Km. di Nuvolato
- 2009
  - 2e étape de la Tour de Tenerife (contre-la-montre par équipes)
  - 3e du Giro del Valdarno
- 2010
  - Trophée Edil C
  - Vicence-Bionde
  - Trofeo M.O. Alfredo Lando
  - Medaglia d'Oro Riccardo Brunello
  - Giro del Valdarno
  - 3e du Gran Premio Polverini Arredamenti
- 2011
  - 2e étape du Tour du Frioul-Vénétie julienne
  - Gran Premio Polverini Arredamenti
  - 3e du Gran Premio Somma

## Résultats sur les grands tours

### Tour d'Espagne
1 participation
- 2013 : 144e

## Classements mondiaux
| Année            | 2008 | 2009 | 2010 | 2011 | 2012 | 2013 | 2014 | 2015 |
| ---------------- | ---- | ---- | ---- | ---- | ---- | ---- | ---- | ---- |
| UCI Europe Tour  | 812e | 535e | 356e | 484e |      |      |      |      |
| UCI Oceania Tour |      |      |      |      |      |      |      | 60e  |